# 久伊豆神社 (久喜市北中曽根)
久伊豆神社（ひさいずじんじゃ）は、埼玉県久喜市の神社。

## 歴史
創建年代は不明である。ただ江戸時代後期の地誌『新編武蔵風土記稿』に記載されていることから、その頃には既に存在していたものと推測される。近くの観音院が別当寺であった。
1870年（明治3年）、近代社格制度に基づく「村社」に列せられ、1921年（大正10年）の神社合祀により、近くの「道祖神社」が合祀された。また、1983年（昭和58年）にも「八幡神社」を合祀している。
当社の社殿は、「三間社」となっている。しかし古来より当社の主祭神は大己貴命だけである。なぜもう2柱の祭神を祀ることができる三間社の構造になっているのかは不明である。

## 交通アクセス
- 路線バス中曽根工場前停留所より徒歩3分。